# Baranowo (powiat szczycieński)
Baranowo (niem. Baranowen, w latach 1938-1945 Neufließ) – wieś w Polsce położona w województwie warmińsko-mazurskim, w powiecie szczycieńskim, w gminie Wielbark. W latach 1975–1998 miejscowość należała administracyjnie do województwa olsztyńskiego.
Wieś położona nad rzeką Orzyc. Na skraju wsi znajduje się odnowiony dawny cmentarz ewangelicki. W pobliżu znajdują się mogiły żołnierzy niemieckich z okresu II wojny światowej.
Wieś wymieniana w dokumentach już w XVI w. pod nazwą Rudkowo. Później wyludniła się. Ponownie założona w odległości około 1 km na południe od pierwotnej lokacji, pod koniec XVII w., w ramach osadnictwa szkatułowego. W 1938 r. w ramach akcji germanizacyjnej zmieniono urzędową nazwę wsi na Neufließ.

### Literatura
- Iwona Liżewska, Wiktor Knercer: Przewodnik po historii i zabytkach Ziemi Szczycieńskiej. Olsztyn: Agencja Wydawnicza "Remix" s.c., 1998, s. 171. ISBN 83-87031-13-5.